# Битка код Дорилеја (1147)
Битка код Дорилеја вођена је 25. октобра 1147. године између крсташке војске Светог римског царства са једне и муслиманске војске Иконијског султаната са друге стране. Битка је део Другог крсташког рата, а завршена је победом муслимана и уништењем немачке крсташке армије.

## Битка
Конрад је са својом армијом прешао Босфорски мореуз већ септембра 1147. године, када Луј са својом армијом још није стигао ни до Цариграда. Као и армије које је предводио Петар Пустињак током Просјачког крсташког похода, и ови крсташи су убијали сва људска створења на која су наилазили. Пут је био лоше организован тако да су убрзо почели да пате од глади и жеђи. Успели су се некако довући до Дорилеја где их је сачекала армија селџучког султана Масуда I. Битка код Дорилеја одиграла се 25. октобра 1147. године и завршена је потпуним поразом крсташке војске. Армија је готово у потпуности исечена. Конрад је остао без целокупне пешадије, сви ходочасници су страдали, а спасао се само мали број витезова (према неким изворима тек десетина). Остатак су Турци продали у робље. Конрад је успео да се спасе у врати у Цариград. Тамо се тешко разболео, а постоје тврдње да га је у постељи служио сам цар Манојло. Током марта 1148. године добио је брод којим се вратио у Свету земљу.